# 小行星18398
小行星18398（18398 Bregenz）是一颗绕太阳运转的小行星，为火星轨道穿越小行星。该小行星于1992年9月23日发现。

## 轨道参数
小行星18398的轨道半长轴为2.3075697 UA，离心率为0.309。